# Lissochelifer nairobiensis
Espèce
Synonymes
- Lophochelifer nairobiensis Mahnert, 1988

Lissochelifer nairobiensis est une espèce de pseudoscorpions de la famille des Cheliferidae.

## Distribution
Cette espèce est endémique du Kenya. Elle se rencontre vers Nairobi.

## Étymologie
Son nom d'espèce, composé de nairobi et du suffixe latin -ensis, « qui vit dans, qui habite », lui a été donné en référence au lieu de sa découverte, Nairobi.

## Publication originale
- Mahnert, 1988 : Die Pseudoskorpione (Arachnida) Kenyas. Familien Withiidae und Cheliferidae. Tropical Zoology, vol. 1, no 1, p. 39-89 (texte intégral).